# نئا مونی
نیا مونی در جزیزه کیوس قرار دارد. این بنا در کوه پرواتیو اوروس واقع شده‌است. نیایشگاه نیا مونی به خاطر معرقکاریهای به کار رفته در آن شناخته شده‌است این بنا یکی از بهترین هنرهای رنسانس در یونان است.
نیا مونی سال ۱۹۹۰ در فهرست میراث جهانی یونسکو به ثبت رسیده‌است.

## تاریخچه
این صومعه در اواسط قرن ۱۱ توسط کنستانتین امپراتور بیزانس ساخته شده‌است..
کلیسای اصلی در ۱۰۴۹ افتتاح شد و کل مجموعه در ۱۰۵۵ پس از مرگ کنستانتین به پایان رسید.